# Подлесновка
Подле́сновка (укр. Підліснівка) — село,
Подлесновский сельский совет,
Сумский район,
Сумская область,
Украина.
Код КОАТУУ — 5924786301. Население по данным 2024 года составляло 606 человек.
Является административным центром Подлесновского сельского совета, в который, кроме того, входят сёла
Белоусовка,
Миловидовка,
Новомихайловка,
Александровка,
Степное,
Червоный Кут и
Любимое.

## Географическое положение
Село Подлесновка находится на берегу реки Гуска,
выше по течению на расстоянии в 2,5 км расположено село Степное,
ниже по течению на расстоянии в 1 км расположено село Белоусовка.
На реке большая запруда.

## История
- Село Подлесновка основано в 1676 году.
- На юго-западной околице села Подлесновка обнаружено поселение раннего железного века.
- В XIX веке село Подлесновка было в составе Степановской волости Сумского уезда Харьковской губернии. В селе была Николаевская церковь[2].

## Экономика
- Кирпичный завод.
- ООО «Планета Строй плюс».
- ЗАО НПП «Райз-Максимко».
- Сумской райагрострой, ООО.

## Объекты социальной сферы
- Школа.